# دنیلو کندراکوف
دنیلو کندراکوف (اوکراینی: Данило Сергійович Кондраков؛ زادهٔ ۱۹ ژانویهٔ ۱۹۹۸) بازیکن فوتبال اهل اوکراین است.